# Umbilicaria krascheninnikovii
Umbilicaria krascheninnikovii är en lavart som först beskrevs av Savicz, och fick sitt nu gällande namn av Alexander Zahlbruckner. Umbilicaria krascheninnikovii ingår i släktet Umbilicaria och familjen Umbilicariaceae.   Inga underarter finns listade i Catalogue of Life.